# Silas Silvius Njiru
Silas Silvius Njiru (Kevote, 10 ottobre 1928 – Rivoli, 28 aprile 2020) è stato un vescovo cattolico keniota.

## Biografia
Silas Silvius Njiru nacque a Kevote il 10 ottobre 1928. Era fratello di monsignor Emile Njeru (1930-1970), vescovo ausiliare di Eldoret e titolare di Capso. Sua madre era una fedele cattolica e dopo che il padre abbandonò la famiglia soffrì di malnutrizione e Silas anche di disturbi alle ossa. Della famiglia si occuparono le Suore di Nazareth.

### Formazione e ministero sacerdotale
Il 17 dicembre 1955 fu ordinato presbitero per la diocesi di Meru. Al momento della nomina episcopale era vicario generale di questa diocesi.

### Ministero episcopale
Il 2 ottobre 1975 papa Paolo VI lo nominò vescovo ausiliare di Meru e titolare di Maturba. Ricevette l'ordinazione episcopale il 1º gennaio successivo nello stadio di Meru dal cardinale Maurice Michael Otunga, arcivescovo di Nairobi, co-consacranti il vescovo di Meru Lorenzo Bessone e quello di Nyeri Caesar Gatimu.
Il 9 dicembre 1976 lo stesso pontefice lo nominò vescovo di Meru.
Il 18 marzo 2004 papa Giovanni Paolo II accettò la sua rinuncia al governo pastorale della diocesi per raggiunti limiti di età. Tempo dopo trasferì nella casa del beato Giuseppe Allamano ad Alpignano, in Italia.
Morì all'ospedale di Rivoli alle 00:30 del 28 aprile 2020 per COVID-19. Al momento del decesso era il più anziano vescovo keniota. La salma fu benedetta in forma strettamente privata e poi sepolta nel cimitero dell'Istituto missioni Consolata a Torino.

## Genealogia episcopale
La genealogia episcopale è:
- Cardinale Scipione Rebiba
- Cardinale Giulio Antonio Santori
- Cardinale Girolamo Bernerio, O.P.
- Arcivescovo Galeazzo Sanvitale
- Cardinale Ludovico Ludovisi
- Cardinale Luigi Caetani
- Cardinale Ulderico Carpegna
- Cardinale Paluzzo Paluzzi Altieri degli Albertoni
- Papa Benedetto XIII
- Papa Benedetto XIV
- Papa Clemente XIII
- Cardinale Marcantonio Colonna
- Cardinale Giacinto Sigismondo Gerdil, B.
- Cardinale Giulio Maria della Somaglia
- Cardinale Carlo Odescalchi, S.I.
- Cardinale Costantino Patrizi Naro
- Cardinale Lucido Maria Parocchi
- Cardinale Pietro Respighi
- Cardinale Pietro La Fontaine
- Cardinale Celso Benigno Luigi Costantini
- Cardinale James Robert Knox
- Cardinale Maurice Michael Otunga
- Vescovo Silas Silvius Njiru